# Eugene Aynsley Goossens
Eugène Aynsley Goossens (Londra, 26 maggio 1893 – 13 giugno 1962) è stato un compositore e direttore d'orchestra inglese.

## Vita

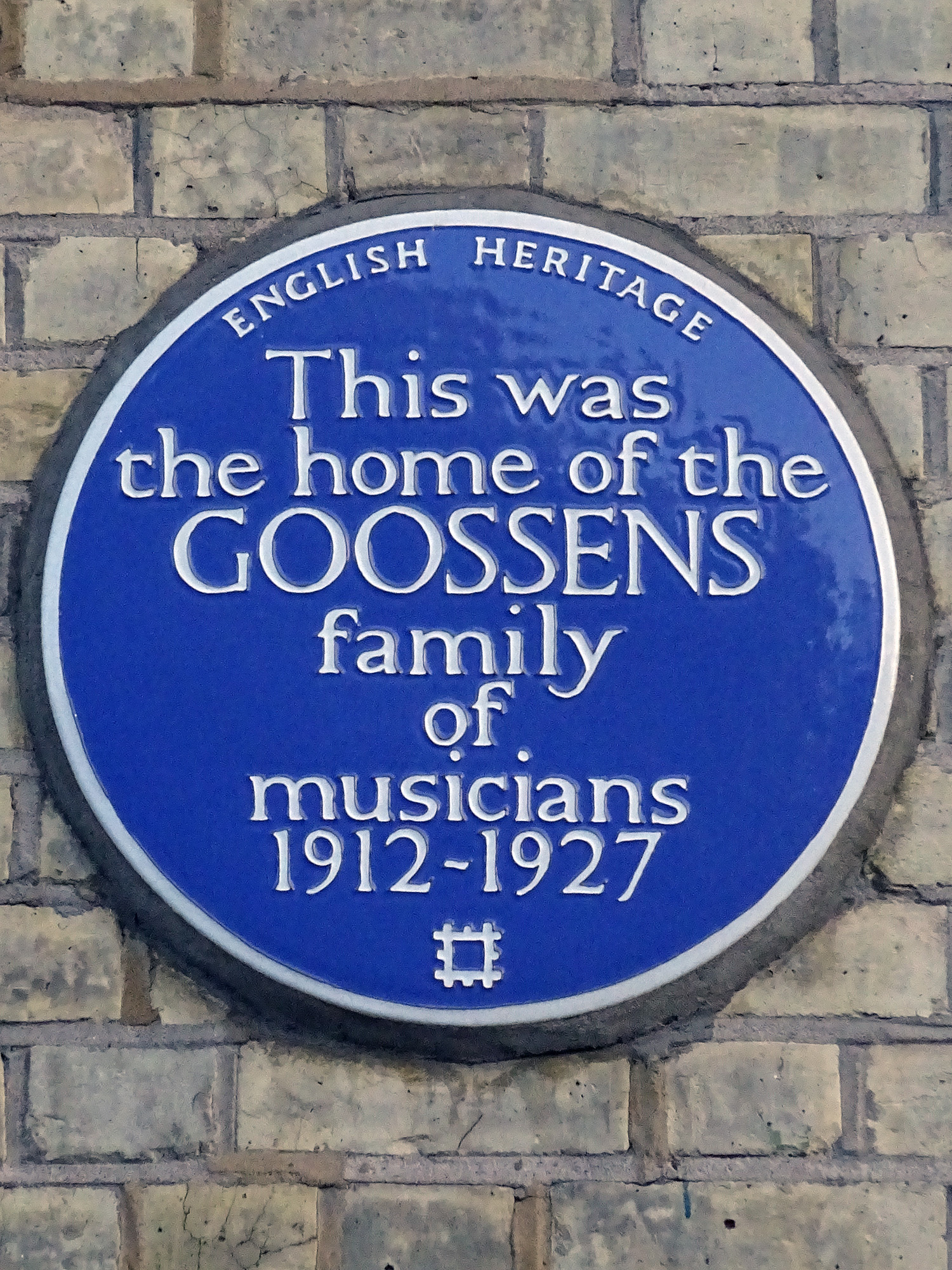
Targa blu dedicata alla famiglia Goossens

Di origine belga, figlio del violinista e direttore d'orchestra Eugène Goossens (1867-1958), e della cantante Annie Cook e fratello dell'oboista Léon Goossens, ha studiato musica dapprima al Conservatorio di Bruges, poi al College of Music di Liverpool per tre anni, infine al Royal College of Music di Londra sotto la guida del compositore Charles Villiers Stanford e del violinista Achille Rivarde.
Fu violinista nella orchestra della Queen's Hall dal 1912 al 1915, della quale assunse anche la condirezione, e si esibì nel Philharmonic Quartet, prima di fondare una sua orchestra nel 1921.
Il 7 giugno 1921 diresse la prima del concerto inglese di The Rite of Spring di Igor Stravinsky alla Queen's Hall con il compositore presente.
Per quasi un quarto di secolo, ha accettato incarichi presso le orchestre statunitensi. Su invito di George Eastman fu direttore dell'orchestra filarmonica di Rochester dal 1923 al 1931. Questo incarico comprendeva anche l'insegnamento alla Eastman School of Music. Durante la fine degli anni '20 ha spesso diretto per la American Opera Company di Vladimir Rosing. Dal 1931 al 1946 succedette a Fritz Reiner come direttore della Cincinnati Symphony Orchestra. In un tributo a Goossens in partenza per l'Australia, nove compositori americani hanno collaborato a Variations on a Theme di Eugene Goossens, per orchestra. I compositori erano Ernest Bloch, Aaron Copland, Paul Creston, Anis Fuleihan, Roy Harris, Walter Piston, Bernard Rogers, Roger Sessions e Deems Taylor, con lo stesso Goossens a scrivere il finale.
Goossens trascorse nove anni in Australia, dal 1947 al 1956. Diresse la Sydney Symphony Orchestra e altri gruppi, e fu direttore del Conservatorio di musica del Nuovo Galles del Sud. Ha ricoperto queste posizioni contemporaneamente fino al marzo 1956, quando fu costretto a dimettersi dopo un grande scandalo pubblico, solo un anno dopo essere stato nominato cavaliere.
Fu sposato tre volte: con Dorothy Millar dal 1919 al 1928 dalla quale ebbe tre figlie, con Janet Lewis dal 1930 al 1944 (due figlie), con Marjorie Foulkrod dal 1946 al 1962 (senza figli). Alla fine della sua vita era separato dalla moglie e conviveva con una giovane pianista di Adelaide, Pamela Main.

## Lo scandalo
Verso l'inizio degli anni cinquanta Goossens incontrò Rosaleen Norton, una artista del genere grottesco e interessata all'occultismo ed all'erotismo, passioni che segretamente Goossene condivideva. La loro relazione si concretizzò in un alto numero di lettere compromettenti, al punto che quando Goossens visitò l'Europa, la polizia australiana sequestrò il materiale, ritenuto pornografico, ed arrestò il compositore. Questo scandalo compromise la sua reputazione ed il prosieguo della sua carriera.

## Le opere
Tra le composizioni, annoveriamo: musica da camera (Suite, Sérénade), musica per pianoforte (Etude de concert, Nature poems), musica per canto (Chanson de Barberine, Persian Idyll), musica per orchestra (Fantasie miniature, Prélude, Sinfonietta).

## La commissione delle fanfare
Durante il suo incarico come direttore della Cincinnati Symphony Orchestra Goossens commissionò 18 fanfare da suonare, una alla settimana, nella stagione 1942-43. Scritte (e intitolate) da alcuni dei più noti compositori dell'epoca, prevamentemente americani, intendevano salutare e celebrare lo sforzo bellico.
- A Fanfare for Airmen, composta da Bernard Wagenaar, eseguita il 9 ottobre 1942
- A Fanfare for Russia, composta da Deems Taylor, eseguita il 16 ottobre 1942
- A Fanfare for the Fighting French, composta da Walter Piston, eseguita il 23 ottobre 1942
- A Fanfare to the Forces of our Latin-American Allies, composta da Henry Cowell, eseguita il 30 ottobre 1942
- A Fanfare for Friends, composta da Daniel Gregory Mason, eseguita il 6 novembre 1942
- A Fanfare for Paratroopers, composta da Paul Creston, eseguita il 27 novembre 1942
- Fanfare de la Liberté, composta da Darius Milhaud, eseguita il 11 dicembre 1942
- A Fanfare for American Heroes, composta da William Grant Still, eseguita il 18 dicembre 1942
- Fanfare for France, composta da Virgil Thomson, eseguita il 15 gennaio 1943
- Fanfare for Freedom, composta da Morton Gould, eseguita il 22 gennaio 1943
- Fanfare for Airmen, composta da Leo Sowerby, eseguita il 29 gennaio 1943
- Fanfare for Poland, composta da Harl McDonald, eseguita il 5 febbraio 1943
- Fanfare for Commandos, composta da Bernard Rogers, eseguita il 20 febbraio 1943
- Fanfare for the Medical Corps, composta da Anis Fuleihan, eseguita il 26 febbraio 1943
- Fanfare for the American Soldier, composta da Felix Borowski, eseguita il 3 marzo 1943
- Fanfare for the Common Man, composta da Aaron Copland, eseguita il 12 marzo 1943
- Fanfare for the Signal Corps, composta da Howard Hanson, eseguita il 2 aprile 1943
- Fanfare for the Merchant Marine, composta da Eugene Goossens, eseguita il 16 aprile 1943[4]

## Composizioni
- Concert Study, per piano, op. 10;
- Five Impressions of a Holiday, per piano, flauto, violino e violoncello (1914);
- Suite, per violino, flauto e arpa (1914);
- Suite, per violino, flauto e arpa (1914);
- Fantaisie, per quartetto d'archi (1915);
- Rhapsody, per violoncello e pianoforte (1916);
- Due schizzi, per quartetto d'archi (1916);
- Tam o Shanter, per orchestra (1916);
- Quartetto d'archi, n ° 1 op. 14 (1916);
- Two Lyric Proses, su poesie in francese di Edwin Evans op. 16 (1916);
- Sonata per violino e pianoforte  n ° 1 (1918);
- Kaleidoscope, per pianoforte (1918);
- Ouverture, per orchestra, per Philippe II di Verhaeren (1918);
- Quintette, per pianoforte (1919);
- Nature Poems, per pianoforte (1920);
- Omaggio a Debussy, per pianoforte (1920);
- 3 Songs, per voce e quartetto d'archi (1920);
- School in Crinoline, balletto (1921);
- The Eternal Rhythm, poema sinfonico (1921);
- Sinfonietta, (1922);
- Silence, per coro e orchestra (1922);
- Etudes, per pianoforte (1924);
- Ships, per pianoforte (1924);
- Pastoral and Harlequinade, per flauto e oboe (1924);
- Fantaisie, per strumenti a fiato (1924);
- String Sextet, (1923);
- Judith, opera (1929);
- Sonata per violino e pianoforte, n ° 2 (1930);
- Don Juan de Manara, opera (1935);
- String quartet, n ° 2 op. 59 (1942);
- Apocalypse, oratorio (1951-53).